# Erica Carlson
Erica Carlson (Trollhättan, 4 de Agosto de 1981) é uma uma actriz sueca.
Quando era adolescente, em 1998, desempenhou um importante papel secundário (Jessica Olsson era o nome da sua personagem) no filme de grande sucesso Fucking Åmål. Desde então, apareceu em diversos filmes menos conhecidos e apresentou o programa de televisão «TV Huset».
Estudou teatro em Trollhättan.

## Filmografia
- Puss (2010)
- Humorlabbet (2006)
- Tjenare kungen (2005)
- 6 Points (2004)
- Camp Slaughter (2004)
- Fucking Åmål (1998)